# 陽炎-KAGEROH-
「陽炎-KAGEROH-」（かげろう）は、1999年6月23日にリリースされたthe end of genesis T.M.R.evolution turbo type Dの1枚目のシングル。発売元はアンティノスレコード。

## 概要
- T.M.R-eへの改名後（T.M.Revolution（T.M.R.）の封印後）の初シングル。15万枚限定生産。累計売上は15.9万枚（オリコン調べ）を記録した[1]。
- 縦長の大部分を紙製とする特徴的なCDケースが使われている。
- また、T.M.R.ではこれまで8cmシングルで発売されていたが、本作以降12cmシングルが採用されている。
- 当時のT.M.R-eは「楽曲を正しく評価してもらうため、フルバージョンでの演奏が許された場合に限りTV番組への出演を行う」という方針をとっていた。しかし結果的にはこの条件をのむ音楽番組は現れず、この曲が初めて演奏されたのは条件を緩和した「雪幻-winter dust-」のリリース時期になってからであった。
- 2曲目は、ボーカルとトラックが左右に分かれているミックスとなっており、｢BLACK OR WHITE? version 3｣や｢HEAT CAPACITY｣にも同様のミックスが収録されている。

## 収録曲
全曲　作詞：井上秋緒　作曲・編曲：浅倉大介
1. 陽炎-KAGEROH- Original
出版社：ソニー・ミュージックアーティスツ
2. 陽炎-KAGEROH- Split〜Attention L or Rch!
出版社：ソニー・ミュージックアーティスツ
3. 陽炎-KAGEROH- Backtrack

## 収録アルバム
- Suite Season (#1)